# Lekkoatletyka na Letnich Igrzyskach Olimpijskich 1948 – bieg na 200 m kobiet
'Bieg na 200 metrów kobiet był jedną z konkurencji rozgrywanych podczas XIV Letnich Igrzysk Olimpijskich. Biegi zostały rozegrane w dniach 5 - 6 sierpnia 1948 roku na stadionie Empire Stadium w Londynnie. Wystartowało 33 zawodniczki z 17 krajów. Był to debiut tej konkurencji na igrzyskach olimpijskich.

## Rekordy
Tabela uwzględnia rekordy uzyskane przed rozpoczęciem rywalizacji.
|               | Zawodniczka                   | Wynik  | Miejsce  | Data            |
| ------------- | ----------------------------- | ------ | -------- | --------------- |
| Rekord świata | Polska Stanisława Walasiewicz | 23,6 s | Warszawa | 4 sierpnia 1935 |

## Terminarz
| Data            | Godzina |            |
| --------------- | ------- | ---------- |
| 5 sierpnia 1948 | 15:30   | Eliminacje |
| 5 sierpnia 1948 | 17:00   | Półfinały  |
| 6 sierpnia 1948 | 16:30   | Finał      |

## Wyniki
Z każdego z 7 biegów do półfinału awansowały dwie najlepsze zawodniczki. Do finału z każdego półfinału awansowały trzy najlepsze zawodniczki.

### Eliminacje
Bieg 1
| Poz. | Zawodniczka         | Reprezentacja     | Czas | Uwagi |
| ---- | ------------------- | ----------------- | ---- | ----- |
| 1.   | Fanny Blankers-Koen | Holandia          | 25,7 | Q     |
| 2.   | Liliane Sprécher    | Francja           | 26,0 | Q     |
| 3.   | Mae Faggs           | Stany Zjednoczone | 26,0 |       |
| 4.   | Melânia Luz         | Brazylia          | 26,6 |       |
| 5.   | Phyllis Edness      | Bermudy           | b.d. |       |

Bieg 2
| Poz. | Zawodniczka       | Reprezentacja   | Czas | Uwagi |
| ---- | ----------------- | --------------- | ---- | ----- |
| 1.   | Cynthia Thompson  | Jamajka         | 25,6 | Q     |
| 2.   | Sylvia Cheeseman  | Wielka Brytania | 25,7 | Q     |
| 3.   | Diane Foster      | Kanada          | 26,1 |       |
| 4.   | Helena de Menezes | Brazylia        | 27,7 |       |
| -    | Grete Jenny       | Austria         | DNS  |       |

Bieg 3
| Poz. | Zawodniczka              | Reprezentacja  | Czas | Uwagi |
| ---- | ------------------------ | -------------- | ---- | ----- |
| 1.   | Joyce King               | Australia      | 25,9 | Q     |
| 2.   | Phyllis Lightbourn-Jones | Bermudy        | 27,0 | Q     |
| 3.   | Lucila Pini              | Brazylia       | 27,6 |       |
| 4.   | Marie-Thérèse Renard     | Belgia         | 28,5 |       |
| -    | Olga Šicnerová           | Czechosłowacja | DNS  |       |

Bieg 4
| Poz. | Zawodniczka        | Reprezentacja     | Czas | Uwagi |
| ---- | ------------------ | ----------------- | ---- | ----- |
| 1.   | Daphne Hasenjäger  | Południowa Afryka | 25,3 | Q     |
| 2.   | Shirley Strickland | Australia         | 25,8 | Q     |
| 3.   | Nell Jackson       | Stany Zjednoczone | 25,8 |       |
| 4.   | Donna Gilmore      | Kanada            | b.d. |       |
| 5.   | Alma Butia         | Jugosławia        | b.d. |       |

Bieg 5
| Poz. | Zawodniczka      | Reprezentacja     | Czas | Uwagi |
| ---- | ---------------- | ----------------- | ---- | ----- |
| 1.   | Audrey Patterson | Stany Zjednoczone | 25,5 | Q     |
| 2.   | Margaret Walker  | Wielka Brytania   | 25,8 | Q     |
| 3.   | Kathleen Russell | Jamajka           | 26,3 |       |
| 4.   | Ann-Britt Leyman | Szwecja           | 26,3 |       |
| 5.   | Tilly Decker     | Luksemburg        | b.d. |       |
| 6.   | Betty Kretschmer | Chile             | b.d. |       |

Bieg 6
| Poz. | Zawodniczka     | Reprezentacja | Czas | Uwagi |
| ---- | --------------- | ------------- | ---- | ----- |
| 1.   | Betty McKinnon  | Australia     | 25,9 | Q     |
| 2.   | Rosine Faugouin | Francja       | 25,9 | Q     |
| 3.   | Gré de Jongh    | Holandia      | 26,2 |       |
| 4.   | Grete Pavlousek | Austria       | b.d. |       |
| -    | Adriana Millard | Chile         | DNS  |       |
| -    | Carmen Phipps   | Jamajka       | DNS  |       |

Bieg 7
| Poz. | Zawodniczka               | Reprezentacja   | Czas | Uwagi |
| ---- | ------------------------- | --------------- | ---- | ----- |
| 1.   | Audrey Williamson         | Wielka Brytania | 25,4 | Q     |
| 2.   | Neeltje Karelse           | Holandia        | 26,0 | Q     |
| 3.   | Millie Cheater            | Kanada          | 26,4 |       |
| 4.   | Annegret Weller-Schneider | Chile           | DSQ  |       |
| -    | Elisabeth Ranftl          | Austria         | DNS  |       |
| -    | Léa Caurla                | Francja         | DNS  |       |

### Półfinały
Bieg 1
| Poz. | Zawodniczka              | Reprezentacja     | Czas | Uwagi |
| ---- | ------------------------ | ----------------- | ---- | ----- |
| 1.   | Fanny Blankers-Koen      | Holandia          | 24,3 | Q     |
| 2.   | Audrey Patterson         | Stany Zjednoczone | 25,0 | Q     |
| 3.   | Margaret Walker          | Wielka Brytania   | 25,3 | Q     |
| 4.   | Cynthia Thompson         | Jamajka           | b.d. |       |
| 5.   | Rosine Faugouin          | Francja           | b.d. |       |
| 6.   | Joyce King               | Australia         | b.d. |       |
| 7.   | Phyllis Lightbourn-Jones | Bermudy           | b.d. |       |

Bieg 2
| Poz. | Zawodniczka        | Reprezentacja     | Czas | Uwagi |
| ---- | ------------------ | ----------------- | ---- | ----- |
| 1.   | Shirley Strickland | Australia         | 24,9 | Q     |
| 2.   | Audrey Williamson  | Wielka Brytania   | 24,9 | Q     |
| 3.   | Daphne Hasenjäger  | Południowa Afryka | 25,1 | Q     |
| 4.   | Sylvia Cheeseman   | Wielka Brytania   | b.d. |       |
| 5.   | Neeltje Karelse    | Holandia          | b.d. |       |
| 6.   | Liliane Sprécher   | Francja           | b.d. |       |
| 7.   | Betty McKinnon     | Australia         | b.d. |       |

### Finał
| Poz. | Zawodniczka         | Reprezentacja     | Czas | Uwagi |
| ---- | ------------------- | ----------------- | ---- | ----- |
| 1.   | Fanny Blankers-Koen | Holandia          | 24,4 | OR    |
| 2.   | Audrey Williamson   | Wielka Brytania   | 25,1 |       |
| 3.   | Audrey Patterson    | Stany Zjednoczone | 25,2 |       |
| 4.   | Shirley Strickland  | Australia         | 25,3 |       |
| 5.   | Margaret Walker     | Wielka Brytania   | 25,6 |       |
| 6.   | Daphne Hasenjäger   | Południowa Afryka | 25,7 |       |